# San José de Miranda (ort)
San José de Miranda är en ort i Colombia.   Den ligger i departementet Santander, i den centrala delen av landet, 270 km nordost om huvudstaden Bogotá. San José de Miranda ligger 1 983 meter över havet och antalet invånare är 1 096.
Terrängen runt San José de Miranda är huvudsakligen bergig, men åt sydost är den kuperad. Runt San José de Miranda är det ganska glesbefolkat, med 32 invånare per kvadratkilometer. Närmaste större samhälle är Málaga, 4,5 km norr om San José de Miranda. Omgivningarna runt San José de Miranda är en mosaik av jordbruksmark och naturlig växtlighet.